# Іноземці (музичний альбом)
Іноземці — перший студійний альбом українського музичного поп-рок-гурту «Таліта Кум». Виданий 2002 року.

## Перелік пісень
Автор і виконавець — Юлія Міщенко.
1. Як на хмарах — 3:44
2. Без слів — 3:13
3. Іноземці — 4:06
4. 7я — 3:30
5. Знаю — 3:54
6. Вічна історія — 3:46
7. Скажи мені, скажи — 3:17
8. Почуття — 4:04
9. Ба-ба-ба — 2:49
10. Я би хотіла — 3:56
11. Ті, хто після нас — 5:26
Бонус:
12. Ca va (Іноземці) — 3:36

### Відео
- 7я

## Склад учасників
- Юля Міщенко — вокал
- Сергій Глушко — гітари
- Костянтин Сухоносов — клавішні
- Сергій Мінченко — бас
- Олексій Лінник — барабани.

## Відгуки
| Пластичність вокалу Юлі Міщенко - вона впевнено й точно передає настрої. Така собі родзинка міститься у тому, що при цьому вона залишається дещо відстороненою, ніби дивиться на все це з-за скла. Можливо, на це впливає ледь помітний акцент, манера вимовляння слів - чітка й пом’якшена разом. Музика - дуже мелодійна, співуча, м’яка, але прохолодна, за нею відчутна тверда рука, тому й тече вона легко, наче струмок[1]. |